# أرت هيندل
أرت هيندل هو مخرج وممثل كندي، ولد في 21 يوليو 1948 في History of Halifax, Nova Scotia ‏ في كندا.

## أعمال

### مسلسلات
- جاغ
- جوال تكساس ووكر

## وصلات خارجية
- أرت هيندل على موقع IMDb (الإنجليزية)
- أرت هيندل على موقع ألو سيني (الفرنسية)
- أرت هيندل على موقع أول موفي (الإنجليزية)
- أرت هيندل على موقع قاعدة بيانات الأفلام السويدية (السويدية)
- أرت هيندل على موقع إن إن دي بي (الإنجليزية)
- أرت هيندل على موقع قاعدة بيانات الفيلم (الإنجليزية)
- أرت هيندل على موقع كينوبويسك (الروسية)